# Cmentarz żydowski w Kuczborku-Osadzie
Cmentarz żydowski w Kuczborku-Osadzie – kirkut służący niegdyś żydowskiej społeczności Kuczborka-Osady. Nie wiadomo dokładnie kiedy powstał, być może w XIX wieku. Zajmuje powierzchnię 0,3 ha, na której zachowały się trzy macewy. Teren cmentarza jest nieogrodzony, lecz jego granice wyznaczają drzewa. Cmentarz znajduje się na północny wschód od miejscowości.